# Narope sutor
Narope sutor is een vlinder uit de familie Nymphalidae. De wetenschappelijke naam van de soort is voor het eerst geldig gepubliceerd in 1916 door Hans Ferdinand Emil Julius Stichel.